# ITV夜間新聞
ITV夜間新聞（英語：ITV Nightly News）是英國獨立電視台播出的新聞節目，由ITN製作。節目在每日23:00播出，時間15分鐘，主要內容是英國國內及國際新聞。